# Aphthona melancholica
Aphthona melancholica  (лат.) — вид листоедов (Chrysomelidae) из подсемейства козявок (Galerucinae). Распространён на Пиренейском полуострове и в Англии. Взрослые жуки и их личинки питаются листьями молочая (Euphorbia) (молочайные).